# شرکت بازرگانان ماجراجوی سرزمین‌های تازه
شرکت بازرگانان ماجراجوی سرزمین‌های تازه نام شرکتی است که در سال ۱۵۵۱ میلادی توسط ریچارد چانسلر دریانورد بریتانیایی بنیان گذاشته شد.
نخستین مأموریت شرکت سفر به قطب شمال از مسیر چین بود.